# Bellingham (Minnesota)
Bellingham – miasto w Stanach Zjednoczonych, w stanie Minnesota, w hrabstwie Lac qui Parle.